# Katsuhiko Kashiwazaki

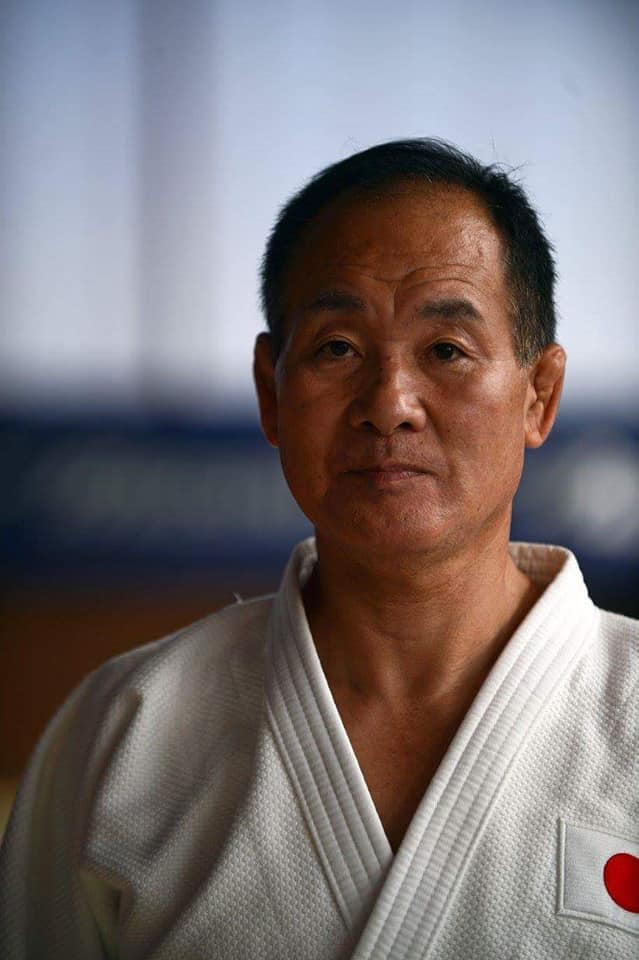
Katsuhiko Kashiwazaki, 2018

Katsuhiko Kashiwazaki (jap. 柏崎克彦, Kashiwazaki Katsuhiko; * 16. September 1951) ist ein ehemaliger japanischer Judoka. Er war 1981 Weltmeister im Halbleichtgewicht, der Gewichtsklasse bis 65 Kilogramm.
Bei den Weltmeisterschaften 1975 in Wien trat Kashiwazaki in der damals leichtesten Gewichtsklasse an, dem Leichtgewicht bis 63 Kilogramm. Er bezwang im Viertelfinale Torsten Reißmann aus der DDR und im Halbfinale Schengeli Pizchelauri aus der Sowjetunion. Im Finale unterlag er seinem Landsmann Yoshiharu Minami.
Kashiwazaki gewann bei den japanischen Meisterschaften 1975 den Titel im Leichtgewicht. Nach der Umstellung der Gewichtsklassen siegte er 1978, 1979 und 1980 im Halbleichtgewicht. Bei den Weltmeisterschaften 1981 in Maastricht bezwang er im Viertelfinale Torsten Reißmann und im Halbfinale den Südkoreaner Hwang Jung-oh, nach seinem Finalsieg über den Rumänen Constantin Niculae war Kashiwazaki Weltmeister. Im Jahr darauf siegte er zum Abschluss seiner Karriere beim Jigoro Kano Cup.